# Tropidurus

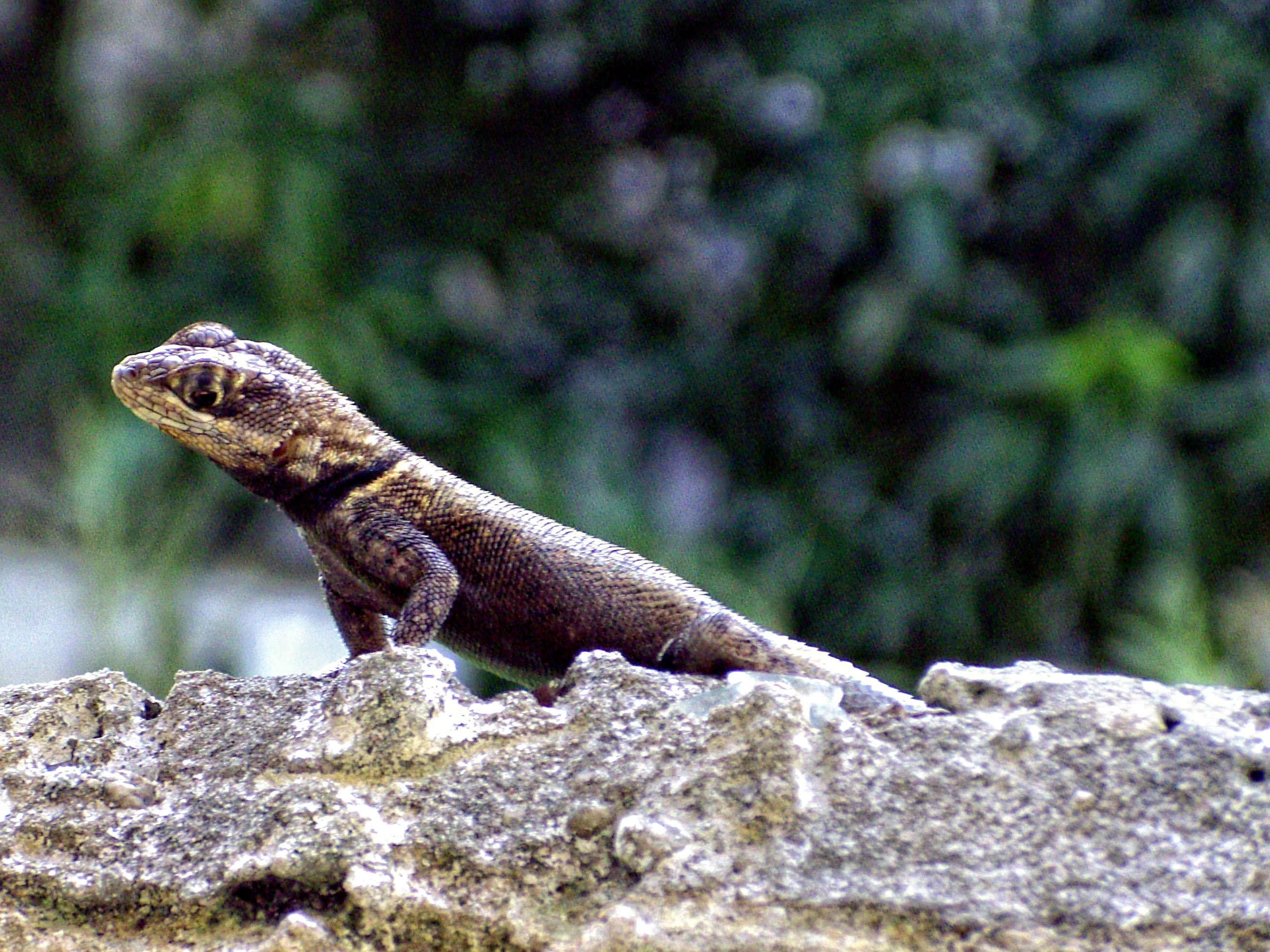
Lagarto da espécie Tropidurus oreadicus

Tropidurus é um género de réptil da família dos Tropiduridae, que inclui várias espécies de lagartos terrestres. Particularmente os termos populares calango, catenga e lagartixa (ou lagartixa-de-muro, lagartixa-preta e lagartixa-de-jardim), costumam designar alguns animais pertencentes a este género. Espécies do género Tropidurus são encontradas na América do Sul.

## Espécies

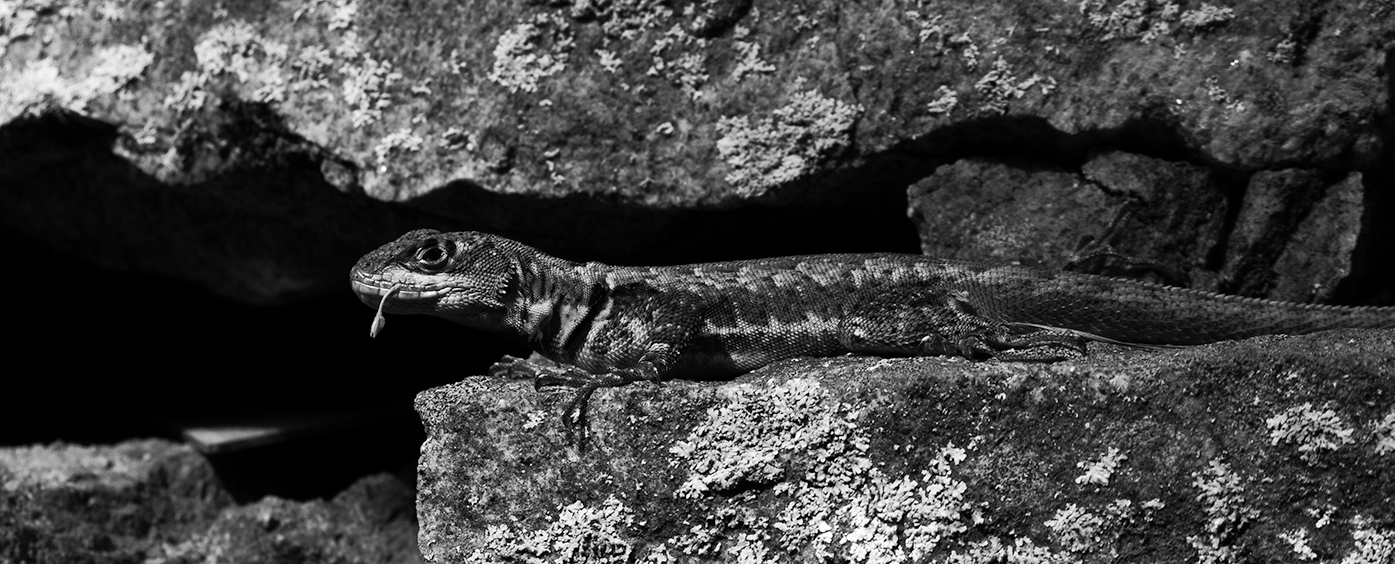
Lagarto do gênero Tropidurus e seu padrão de camuflagem em habitat natural.

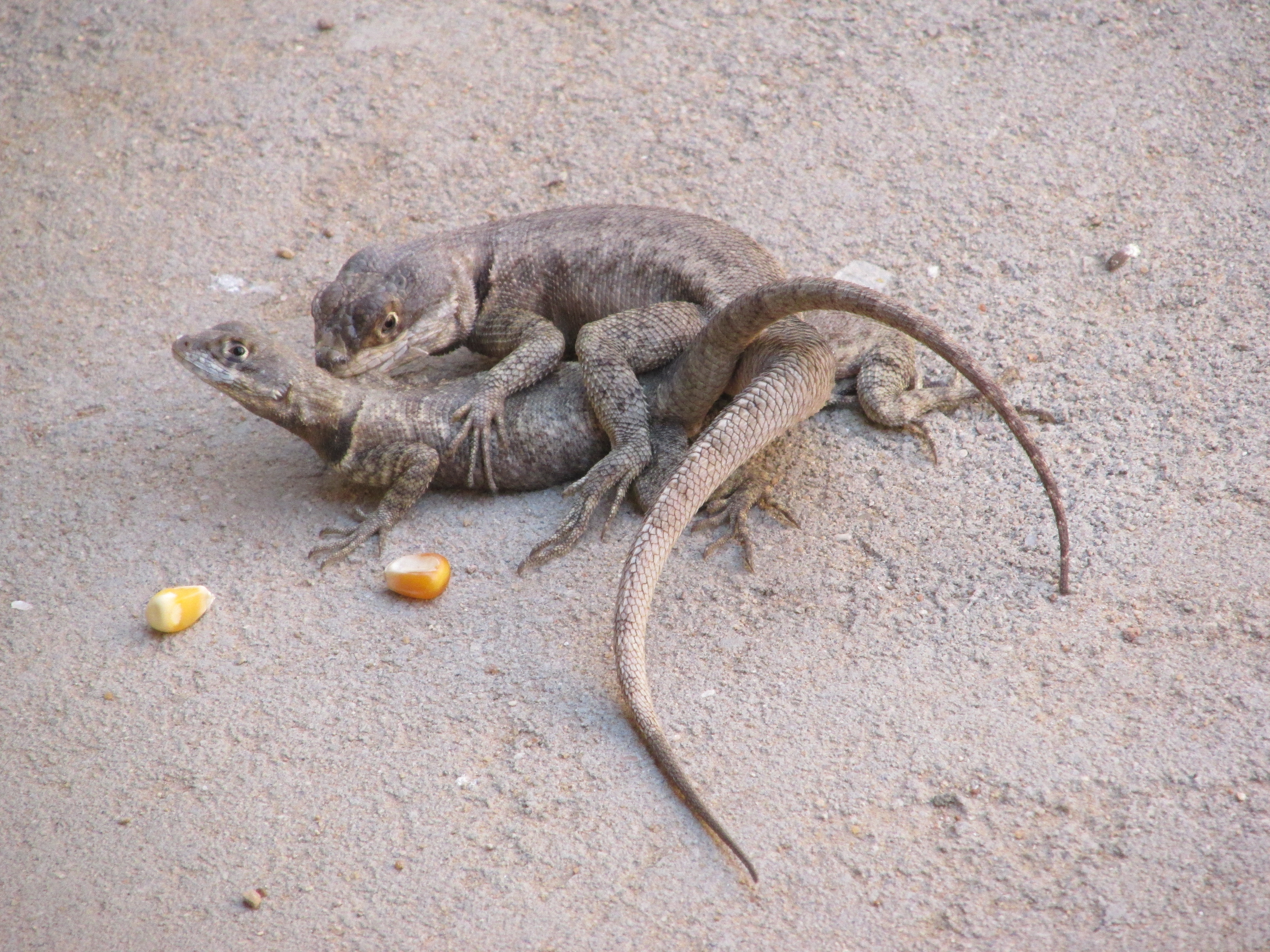
Cópula entre lagartos do género Tropidurus. Imagem capturada na Paraíba, Brasil.

Espécies de lagartos pertencentes ao género Tropidurus:
- Tropidurus amathites (Novo gênero - Eurolophosaurus amathites)
- Tropidurus bogerti
- Tropidurus callathelys
- Tropidurus catalanensis
- Tropidurus chromatops
- Tropidurus cocorobensis
- Tropidurus divaricatus (Novo gênero - Eurolophosaurus divaricatus)
- Tropidurus erythrocephalus
- Tropidurus etheridgei
- Tropidurus flaviceps
- Tropidurus guarani
- Tropidurus helenae
- Tropidurus hispidus
- Tropidurus hygomi
- Tropidurus insulanus
- Tropidurus itambere
- Tropidurus jaguaribanus Passos, Lima & Borges-Nojosa, 2011[1]
- Tropidurus melanopleurus
- Tropidurus montanus
- Tropidurus mucujensis
- Tropidurus nanuzae (Novo gênero - Eurolophosaurus nanuzae)
- Tropidurus oreadicus
- Tropidurus panstictus
- Tropidurus pinima
- Tropidurus psammonastes
- Tropidurus semitaeniatus
- Tropidurus spinulosus
- Tropidurus torquatus
- Tropidurus xanthochilus